# Don't happy, be worry
Don't happy, be worry (срп. Не радуј се, брини се или Чобане, врати се за хрватско и словеначко тржиште) је седми албум црногорског певача Рамба Амадеуса из 2000. године. Албум садржи 11 песама од којих су хитови насловна нумера, "Мој скутере", "Ђеси Ђенис" и "Мароко, земљо обећана".
Албум је изашао под окриљем куће Metropolis Records.

## Позадина
Концерт у београдском Дому синдиката који је одржан 9. јуна 1998. године Рамбо је најавио као последњи пре одласка у пензију. Иако су многи сумњали у његову намеру да ће да се повуче са сцене тај наступ се дуго памтио. После два концерта у Босни и Херцеговини преселио се у Холандију где је радио на грађевини. Четири месеца касније вратио се у Београд.
Повратак у Београд значио је и повратак на музичку сцену, где је наставио да руши све баријере. 10. децембра 1998. је са колегиницом Маргитом Стефановић и групом КУД Идиојоти наступао у Пули. Била је то прва прилика хрватској публици да уживо чује неког извођача из Србије и Црне Горе. Такође је наступао у Ријеци.

## О албуму
Током 2000. године снимио је албум „Don't happy, be worry“ који је у Хрватској и Словенији објављен под називом „Чобане, врати се“. На њему се појавила песма „Лаганесе“ коју је извео са норвешком новинарком Асном Сирстад. Асне на почетку пева норвешку народну песму „Eg rodde meg ut på seiegrunnen, а „необичан разговор“ који се води између њима, обилује псовкама на норвешком језику. Инспирацију за песму „Чобан је управо напустио зграду“ пронашао је у песми Неде Украден „Зора је сванула“, нумера „Мој скутере“ је Рамбова верзија песме „Мој галебе“ Оливера Драгојевића. Песма „Изађите молим“ допуњена је дијалозима из филма „Вариола вера“ српског редитеља Горана Марковића.
Албум је праћен спотовима за насловну нумеру, "Мој скутере" и "Мароко, земљо обећана".

## Пријем
У рецензији Слободне Далмације се писало да је албум комотно сврстан као најслабије Рамбово издање, додајући да је тежак, неразумљив и музички врло експериментални албум. У наставку се писало да је албум добио једва пролазну оцену и то због тадашњих заслуга.
Борба је писала да су све песме занимљиве додајући да су оне спој фри-џеза и реп причалица.

## Топ листе
| Листа  | Највиша позиција |
| ------ | ---------------- |
| Yu4You | 6                |

## Обраде
Мој скутере-Спојимо се сад (Електрични оргазам)

## Занимљивости
Наслов за песму "Кукуруз за моју бившу драгу" је преузет из песме "Блуз за моју бившу драгу" групе Бијело дугме.